# Unus pro omnibus, omnes pro uno

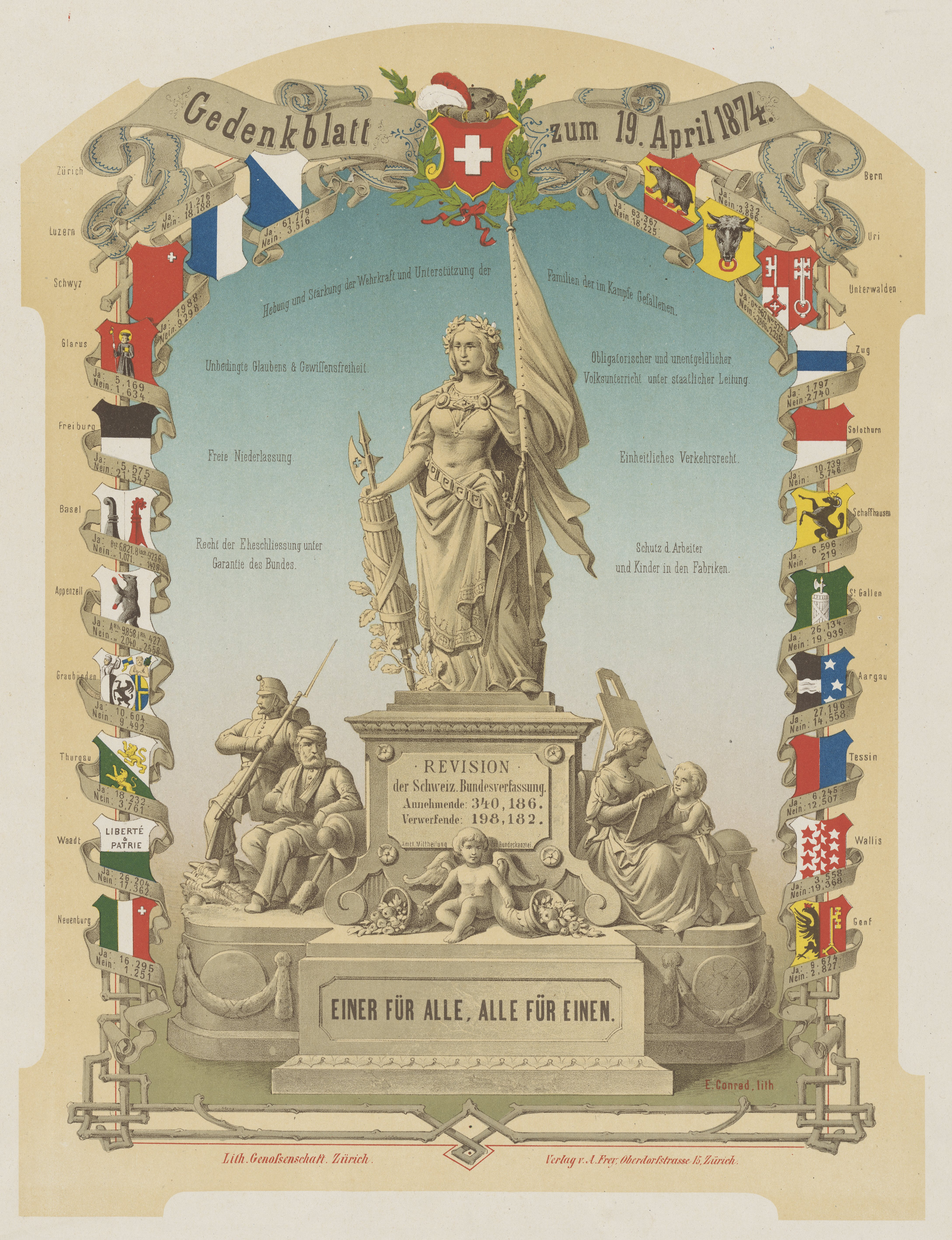
Lithografie ter herdenking van de eerste herziening van de Zwitserse Grondwet op 19 april 1874 door E. Conrad. Het Zwitserse devies staat er in het Duits vermeld op de sokkel van de allegorie Helvetia.

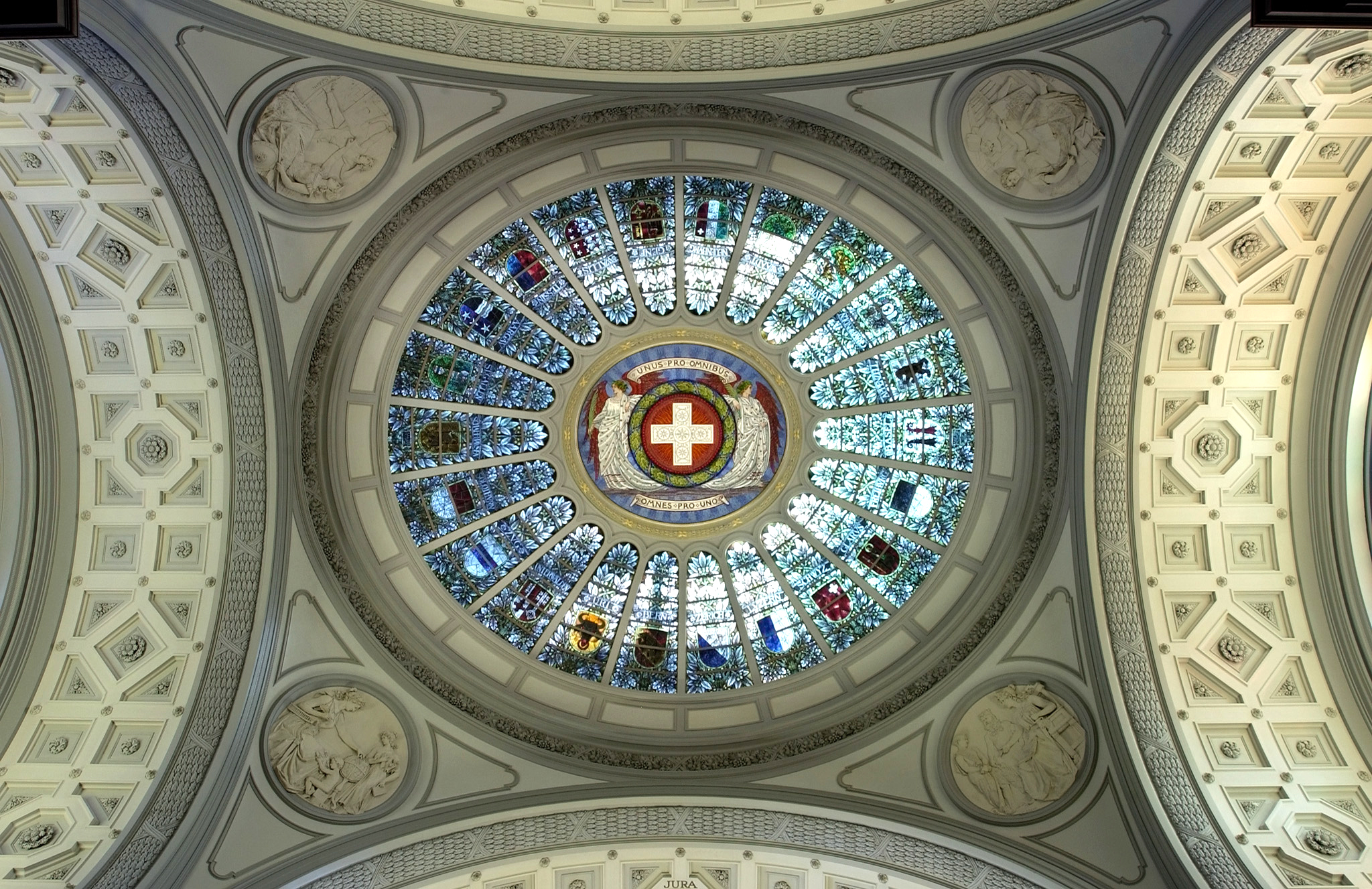
Koepel van het Federaal Paleis in Bern, met centraal het Zwitserse devies.

Unus pro omnibus, omnes pro uno is een Latijnse spreuk en betekent in het Nederlands "Één voor allen en allen voor één". Deze spreuk is het nationale devies van Zwitserland en van de fictieve Drie Musketiers, naar het verhaal van Alexandre Dumas.

## Devies van Zwitserland
Zwitserland heeft geen officieel devies dat is vastgelegd door de grondwet of door een andere wet. Sinds de 19de eeuw is ze echter opgekomen als nationaal devies. In september en oktober 1868, in een periode van zware stortregens in de Alpen, gevolgd door overstromingen, was het de slogan van een hulpverleningscampagne, met als doel een solidariteitsgevoel en een nationaal eenheidsgevoel te creëren tussen de burgers van de jonge nieuwe federale staat. Zwitserland was immers pas 20 jaar een federaal land en de wonden van de Sonderbund-oorlog van 1847 waren nog niet allemaal geheeld. In verscheidene kranten over heel Zwitserland werden er oproepen gelanceerd om geld te doneren voor de slachtoffers.
Geleidelijk werd deze leuze meer en meer gelinkt aan de stichtingsmythes van Zwitserland, die eveneens geënt zijn op een solidariteitsgevoel.
In 1902 werd de spreuk verwerkt in de glazen koepel van de centrale hal van het Federaal Paleis van Bern.
Alhoewel ze niet wijdverspreid is onder de bevolking, gebruiken Zwitserse politici regelmatig het devies in hun toespraken. Zo vermeldde bijvoorbeeld Ruth Dreifuss, de eerste vrouwelijke bondspresident, deze in haar toespraak naar aanleiding van de nationale feestdag op 1 augustus 1999.
Vertalingen in de Zwitserse landstalen
- Duits: Einer für alle, alle für einen
- Frans: Un pour tous, tous pour un
- Italiaans: Uno per tutti, tutti per uno
- Reto-Romaans: In per tuts, tuts per in